# Arlington, Ohio
Arlington là một làng thuộc quận Hancock, tiểu bang Ohio, Hoa Kỳ. Năm 2010, dân số của làng này là 1455 người.

## Dân số
- Dân số năm 2000: 1351 người.
- Dân số năm 2010: 1455 người.